# Jules Favre
Jules Claude Gabriel Favre (21 de março de 1809 –  20 de janeiro de 1880) foi um estadista francês. Após o estabelecimento da Terceira República em setembro de 1870, ele se tornou um dos líderes dos Republicanos Oportunistas na Assembleia Nacional.

## Primeiros anos
Ele nasceu em Lyon e iniciou sua carreira como advogado. A partir da Revolução de 1830, declarou-se abertamente republicano e, em julgamentos políticos, aproveitou para exprimir esta opinião. Após a Revolução de 1848, foi eleito deputado por Lyon para a Assembleia Constituinte, onde se sentou entre os republicanos moderados, votando contra os socialistas. Quando Luís Napoleão foi eleito presidente da França, Favre se opôs abertamente a ele e, em 2 de dezembro de 1851, tentou com Victor Hugo e outros organizar uma resistência armada nas ruas de Paris. Após o golpe de estado, retirou-se da política, voltou à advocacia e se destacou pela defesa de Felice Orsini, autor do atentado contra a vida de Napoleão III .
Em 1858 foi eleito deputado por Paris, e foi um dos "Cinco" que deu o sinal para a oposição republicana ao Império. Em 1863, ele se tornou o chefe de seu partido, e fez vários discursos denunciando a expedição mexicana e a ocupação de Roma. Esses discursos eloquentes, claros e incisivos, valeram-lhe um assento na Academia Francesa em 1867.

## Guerra Franco-Prussiana e Terceira República

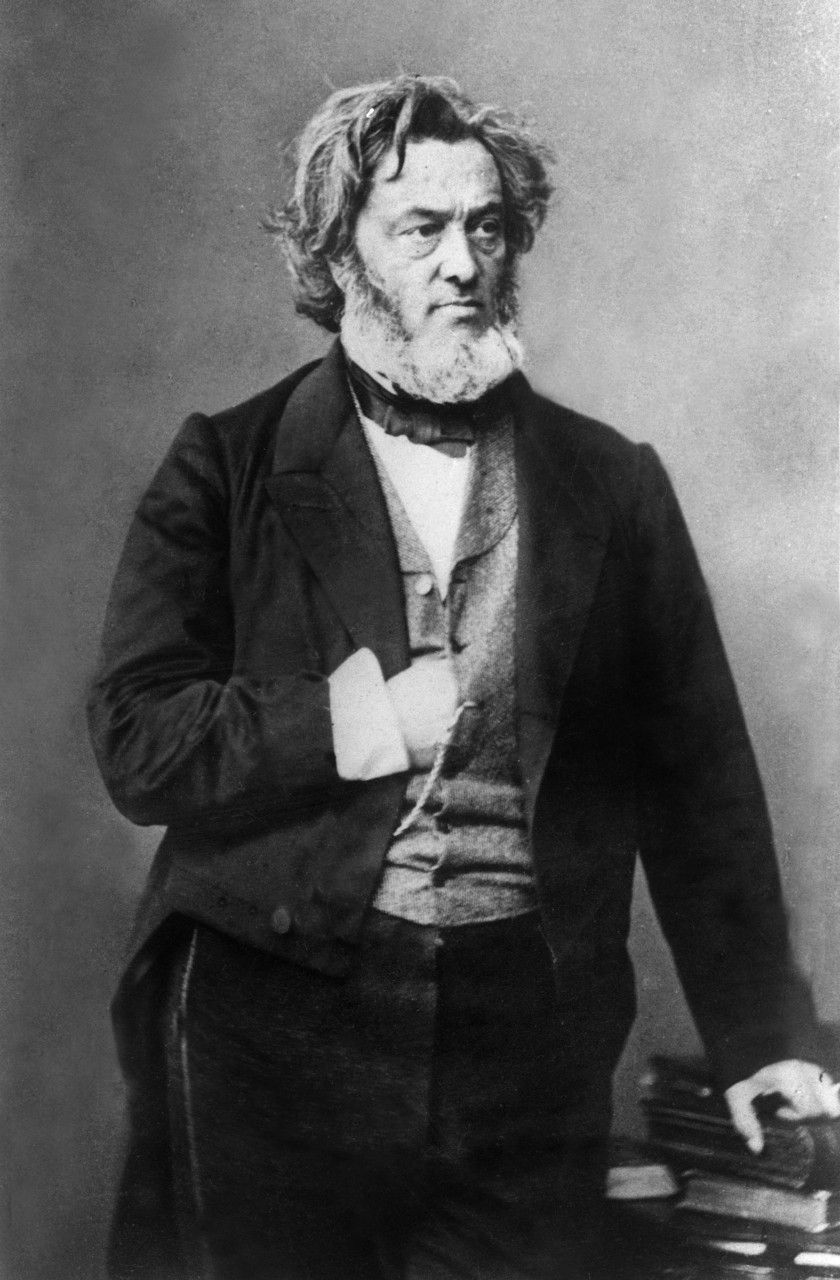
Jules Favre em 1865, foto tirada por Nadar.

Com Adolphe Thiers, ele se opôs à guerra contra a Prússia em 1870 e, com a notícia da derrota de Napoleão III em Sedan, exigiu a deposição do imperador. Favre se opôs à remoção do governo de Paris durante o cerco.
No governo da Defesa Nacional, ele se tornou vice-presidente do general Trochu e ministro das Relações Exteriores, com a onerosa tarefa de negociar a paz com a Alemanha vitoriosa. Ele provou ser menos hábil como diplomata do que fora como orador e cometeu vários erros irreparáveis. Sua famosa declaração em 6 de setembro de 1870, de que ele "não cederia à Alemanha um centímetro de território nem uma única pedra das fortalezas" foi uma peça de oratória que Bismarck conheceu no dia 19 com sua declaração a Favre de que a Alsácia e a Lorena deviam ser cedido como condição de paz.
Ele providenciou o armistício de 28 de janeiro de 1871 sem conhecer a situação dos exércitos e sem consultar o governo de Bordéus . Por um grave descuido, ele deixou de informar a Léon Gambetta que o Exército do Leste (80.000 homens) não estava incluído no armistício, e assim foi obrigado a recuar para território neutro. Ele não mostrou nenhuma habilidade diplomática nas negociações do Tratado de Frankfurt, e foi Bismarck quem impôs todas as condições. Ele retirou-se do ministério, desacreditado, em 2 de agosto de 1871, mas permaneceu na Câmara dos Deputados como membro do grupo parlamentar Oportunista Gauche républicaine . Eleito senador em 30 de janeiro de 1876, continuou a apoiar o governo da república contra a oposição reacionária até sua morte em 20 de janeiro de 1880.

## Trabalho
Suas obras incluem diversos discursos, notadamente La Liberté de la Presse (1849), Défense de F. Orsini (1866), Discours de réception a l ' Académie française (1868), Discours sur la liberté intérieure (1869). Em Le Gouvernement de la Défense Nationale, 3 vols., 1871-1875, ele explica seu papel em 1870-1871.
Após sua morte,  a esposa de Jules Fabre, Julie Velten Favre, uma educadora e filósofa que colaborou com Favre durante seu casamento, compilou e editou seus discursos em 8 volumes.